# Of Orcs and Men
Of Orcs and Men ist ein Action-Rollenspiel der französischen Entwicklerstudios Cyanide Studios und Spiders für Windows, PlayStation 3 und Xbox 360. Es spielt in einer Fantasywelt, in der Goblins und Orks von den Menschen verfolgt und unterdrückt werden. Der orkische Elitekrieger Arkail erhält den Auftrag, den Kaiser der Menschen zu töten. Unterstützt wird er von dem Goblin-Assassinen Styx. Das Spiel wurde im Oktober 2012 durch den französischen Publisher Focus Home Interactive veröffentlicht.
Auf Of Orcs and Men folgten zwei thematische Nachfolger, Styx: Master of Shadows (2014) und Styx: Shards of Darkness (2017), die den Goblin Styx zum alleinigen Protagonisten machten und den spielerischen Schwerpunkt aufs Schleichen verlegten.

## Spielprinzip
Das Spiel wird aus einer Schulterperspektive präsentiert. Der Spieler kann sowohl Arkail als auch Styx steuern. Der Wechsel ist jederzeit per Tastendruck möglich und spielerisch notwendig, da beide Figuren unterschiedliche Fähigkeiten besitzen. Arkails Spezialität sind wuchtige Nahkampfattacken, während Styx sich unsichtbar machen und Gegner heimlich ausschalten kann. In einer kombinierten Aktion kann Arkail Styx auf Vorsprünge hochwerfen. Die Kämpfe finden in Echtzeit statt, können aber pausiert werden, um bis zu vier aufeinanderfolgende Aktionsbefehle zu geben. Durch die Kämpfe sammeln beide Figuren Erfahrungspunkte, mit denen ihre Fähigkeiten allmählich ausgebaut werden können.

## Rezeption
Das Spiel erhielt durchwachsene Wertungen. Auf Metacritic erreichen die verschiedenen Versionen eine aggregierte Durchschnittswertung von 57 % (PS3), 69 % (Win) und 64 % (X360). Gelobt wurde vielfach das Szenario, während das Spiel ansonsten als wenig abwechslungsreich und durchschnittlich bezeichnet wurde. Daniel Matschijewsky bedauerte die fehlende Auseinandersetzung mit den Figuren und ihren Eigenheiten. Dadurch hätten es die Entwickler verpasst, das Potenzial ihres Helden-Duos erzählerisch auszuschöpfen.
Cyanide entwickelte, basierend auf der Thematik von Of Orcs and Men, Nachfolgetitel ausschließlich um den Charakter Styx. Styx: Master of Shadows erschien 2014 und reduzierte das Spiel vollständig auf Styx’ Schleichfähigkeiten. 2017 kam der Nachfolger Styx: Shards of Darkness auf den Markt.